# خان‌محمدلی، نفت‌چاله
خان‌محمدلی، نفت‌چاله (به ترکی آذربایجانی: Xanməmmədli) یک منطقهٔ مسکونی در جمهوری آذربایجان است که در شهرستان نفت‌چاله واقع شده‌است.